# Debbie Bramwell-Washington
Debbie Bramwell-Washington (Parsippany-Troy Hills, Nueva Jersey; 9 de junio de 1966) es una culturista profesional estadounidense.

## Primeros años y educación
Nacida como Debbie Topoozian, nació en junio de 1966 en la ciudad de Parsippany-Troy Hills, en el estado estadounidense de Nueva Jersey, en una familia de ascendencia armenia, rumana, rusa, inglesa y francesa. Durante sus estudios destacó en el equipo femenino de softball. Después de obtener sus credenciales como esteticista, se trasladó primero a Phoenix (Arizona) y más tarde a La Jolla (California), donde acabó iniciando su carrera como culturista.

## Carrera de culturista

### Amateur
A los 26 años, se apuntó a su primer gimnasio en Phoenix (Arizona) para mantenerse en forma, con un entrenador personal planificándole un programa de entreno y alimentación. Poco después conocería a un culturista masculino no competitivo que le enseñaría a ponerse en forma. Salió con el culturista durante 4 años. Nunca pensó en competir como culturista hasta que la convenció un entrenador en un gimnasio de San Diego en 1996, y después de haber completado el programa de poder personal de Tony Robbins. Pronto se hizo evidente que tenía la genética para el culturismo y, después de ser persuadida, se presentó a su primer concurso en marzo de 1997. Ganó su categoría, así como la general. Sus primeros concursos consistieron principalmente en exposiciones regionales que culminaron con una victoria en la general en el Campeonato Borderstates de 2001.
Hizo sus primeras apariciones a nivel nacional en 2002, quedando quinta en su clase en el Campeonato de los Estados Unidos, y desde entonces ha estado constantemente entre los cinco primeros. En 2006 y 2007 ganó el Campeonato Nacional de Peso Ligero Masters y en 2007 se alzó con el título general de esa competición, lo que le dio el estatus de profesional.

### Profesional
Su competición profesional más exitosa de la IFBB fue el Europa Supershow de 2007, en el que quedó en segundo lugar. Desde que se convirtió en profesional ha conseguido asistir al concurso Ms. Olympia en 2008.

### Historial competitivo
- 1997 - San Diego Championships - 1º puesto (HW y Overall)
- 1997 - Los Angeles Championships - 1º puesto (MW)
- 1997 - Borderstates - 1º puesto (LW)
- 1999 - San Diego - 1º puesto (MW)
- 2000 - Borderstates - 1º puesto (MW)
- 2001 - Borderstates - 1º puesto (MW y Overall)
- 2002 - NPC USA Championship - 5º puesto (MW)
- 2003 - NPC USA Championship - 4º puesto (MW)
- 2004 - NPC USA Championship - 3º puesto (LHW)
- 2004 - NPC Nationals - 6º puesto (LHW)
- 2005 - NPC USA Championship - 8º puesto (LHW)
- 2005 - North American Championship - 5º puesto (LHW)
- 2006 - Masters Nationals - 1º puesto (LHW)
- 2006 - NPC USA Championship - 4º puesto (LHW)
- 2006 - North American Championship - 3º puesto (LHW)
- 2007 - Masters Nationals - 1º puesto (LHW y Overall)
- 2007 - Europa Supershow - 2º puesto (LW)
- 2007 - Atlantic City Pro - 5º puesto (LW)
- 2008 - New York Pro - 7º puesto
- 2008 - Tampa Pro Show - 3º puesto (clase abierta)
- 2008 - Europa Supershow - 4º puesto (LW)
- 2008 - Ms. Olympia - 13º puesto
- 2009 - New York Pro - 4º puesto (clase abierta)
- 2010 - New York Pro - 4º puesto (clase abierta)
- 2010 - Tampa Pro Show - 7º puesto
- 2010 - Hartford Europa Show - 5º puesto
- 2011 - Tampa Pro Show - 10º puesto
- 2011 - Hartford Europa Show - 7º puesto
- 2012 - Wings of Strength Chicago Pro-Am Extravaganza - 7º puesto
- 2012 - PBW Tampa Pro - 8º puesto[1][2]

## Vida personal
Branwell está casada con Ali Washington, del que recoge su apellido, y vive en Birmingham (Alabama).

## Apariciones televisivas
Debbie fue un personaje destacado en el documental Supersize She del Learning Channel, centrado en su amiga y culturista profesional Joanna Thomas.
Fue también protagonista del documental Winning Big, en el que fue seguida y filmada mientras se entrenaba y acababa ganando el Campeonato Nacional NPC Masters 2007 en Pittsburgh (Pensilvania).